# Hrisaor
Hrisaor (grč. Χρυσάωρ, Khrysáôr) u grčkoj mitologiji Pegazov je divovski brat, Posejdonov i Meduzin sin te Gerionov otac.

## Etimologija
Hrisaorovo ime izvedeno je od grčkih riječi χρυσός, khrysós = "zlato" te ἄορ, aor = "mač". Dakle, znači "zlatni mač".

## Karakteristike
Hrisaor je prikazivan kao krilati mladić, često divovske veličine.

## Mitologija

### Rođenje
Hrisaora i Pegaza začeli su u Ateninu hramu Posejdon i Meduza. Atena je bila bijesna zbog svetogrđa te je Meduzu pretvorila u Gorgonu. No oni nisu rođeni sve dok Perzej nije odrezao Meduzinu glavu. Tada su rođeni iz njezine krvi, imajući tako "više rođenje", poput Atenina rođenja iz Zeusove glave ili Dionizova iz Zeusova bedra.

### Život
Bio je kraljem Iberije (Španjolska i Portugal), a ime je dobio zbog svog bogatstva. Za njega su se borile vojske predvođene njegovom četvoricom sinova.
S Kalirojom, Okeanovom kćeri, imao je sina Geriona, kojeg je poslije ubio Heraklo, a prema nekim izvorima i Ehidnu.

## Vanjske poveznice
- Hrisaor u klasičnoj literaturi i umjetnosti (engl.)